# Bündnisinschriften auf Stein- und Jadeplättchen aus Houma
Houma mengshu (chinesisch 侯马盟书, Pinyin Hóumǎ méngshū, englisch Jade covenant inscriptions from Houma – „Bündnisinschriften auf Stein- und Jadeplättchen aus Houma“) sind Vertragstexte aus dem Staat  Jin der späteren Zeit der Frühlings- und Herbstannalen bis in die frühe Zeit der Streitenden Reiche. Sie sind auch unter der Bezeichnung Houma zaishu (侯马载书) bekannt.
Sie wurden 1965 im Ort Houma (chinesisch 侯馬 / 侯马, Pinyin Hóumǎ), Provinz Shanxi, China, entdeckt und bestehen aus über 5000 beschrifteten Stein- bzw. Jadeplättchen.
Das Houma mengshu ist hauptsächlich ein Bericht darüber, wie der Minister Zhao Meng (赵孟) aus dem Staat Jin von Allianzversprechen Gebrauch machte, um die besiegten Anhänger unter Kontrolle zu bringen, um seine eigene Herrschaftsposition nach der Besiegung seiner politischen Opponenten zu konsolidieren. Das Mengshu ist von großem Wert für das Studium der politischen Kämpfe und das Bündnissystem der späteren Zeit der Frühlings- und Herbstannalen und der Zeit der Streitenden Reiche. 

## Ausgabe
- Shanxi sheng wenwu gongzuo weiyuanhui: Houma mengshu. Shanghai: Wenwu chubanshe, 1976.